# 海濱海花介
海濱海花介（学名：Pontocythere littoralis）为荊花介科海花介屬下的一个种。